# CEC Bank

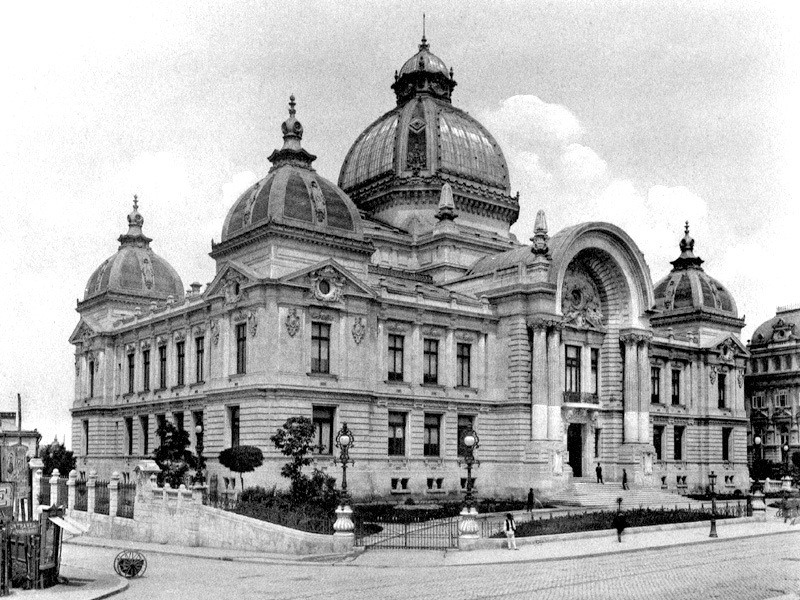
Die Casa de Economii şi Consemnaţiuni in Bukarest, 1900

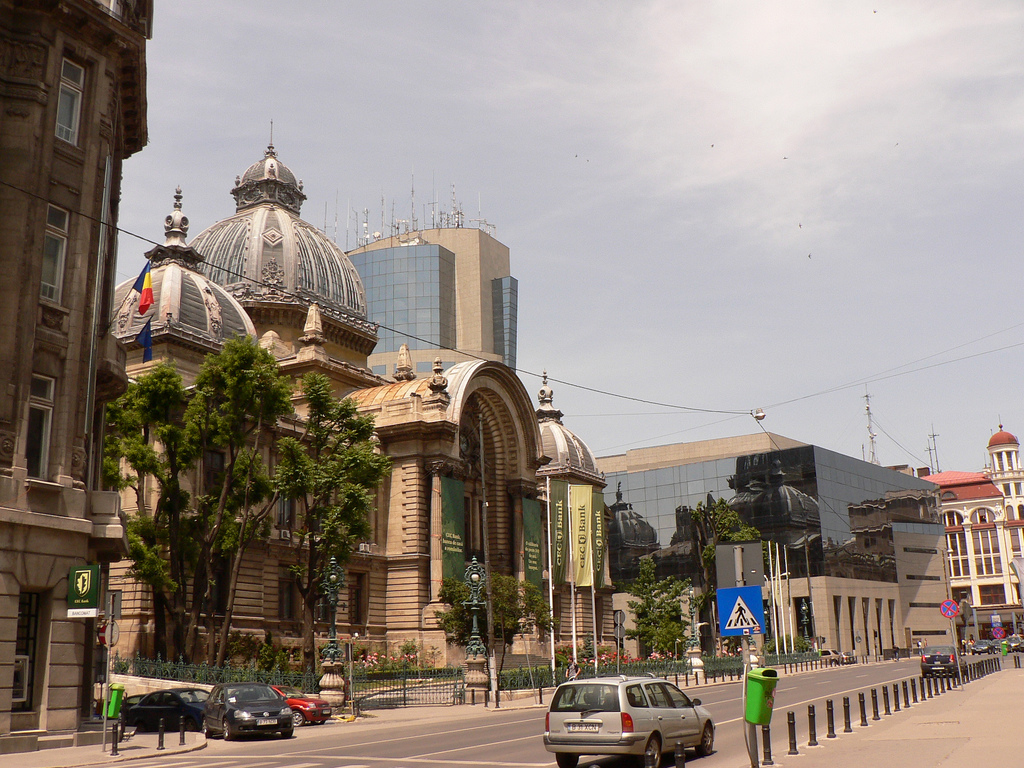
Das CEC-Hauptquartier 2008, rechts daneben ist heute der Bucharest Financial Plaza Tower

Die CEC Bank (ursprünglich: Casa de Economii şi Consemnaţiuni, Spar- und Überweisungskasse) ist die älteste noch existierende Bank in Rumänien. Ihre Geschichte geht zurück bis auf das Jahr 1864. Heute ist sie die einzige noch im Staatsbesitz befindliche Großbank des Landes.

## Bedeutung
Die CEC Bank ist spezialisiert auf das Privatkundengeschäft und unterhält mit Abstand das dichteste Filialnetz im Land, im Gegensatz zu anderen Banken mit einem Schwerpunkt im ländlichen Raum. Von 1351 Filialen im Jahr 2009 waren 800 außerhalb größerer Städte. In vielen rumänischen Dörfern ist die CEC Bank der einzige Anbieter von Bankdienstleistungen. Allerdings ging die Bedeutung des staatlichen Instituts in den letzten Jahren stark zurück. Im Jahr 2002 gab es noch 1700 CEC-Filialen. Die Mitarbeiterzahl wurde seit diesem Jahr von 12.000 auf 6.584 im Jahr 2009 reduziert. Unmittelbar nach Ende des Kommunismus hatte die Bank noch 32,9 % Marktanteil (gerechnet nach Bilanzsumme). Dieser ging bis zum Jahr 2006 auf 4,03 % zurück, stieg jedoch bis zum Juni 2009 wieder leicht auf 5,51 %.

## Name
Der Name der CEC Bank wurde in ihrer langen Geschichte immer wieder geändert, die Abkürzung C.E.C. ist jedoch seit 1932 gleich geblieben und stand damals für „Casa Nationala de Economii si Cecuri Postale“ (Nationale Spar- und Postscheckkasse). Diese Abkürzung ist im Rumänischen auch gleichzeitig ein Wortspiel, da sie ausgesprochen klingt wie das Wort „cec“, das Scheck bedeutet. Bei den Rumäniendeutschen wird die Bank umgangssprachlich auch „der CEC“ genannt (ausgesprochen: tschäck).
Die letzte Namensänderung erfolgte im Mai 2008, seitdem firmiert das Institut offiziell unter der Kurzform „CEC Bank“.

## Geschichte
Im Jahr 1864, fünf Jahre nach der Vereinigung der Donaufürstentümer Moldau und Walachei zum Fürstentum Rumänien, ging vom damaligen ad-interim Finanzminister Nicolae Rosetti-Bălănescu im Kabinett Mihail Kogălniceanu die Initiative zur Gründung einer Sparkasse aus. Die wurde am 28. Juni des Jahres vom Ministerrat genehmigt. Im November des Jahres wurde das Gesetzespaket vom Fürsten Alexandru Ioan Cuza und dem neuen Finanzminister Ludovic Steege angenommen. Am 1. Jänner 1865 nahm die neu gegründete Casa de Depuneri si Consemnatiuni (Einlagen- und Überweisungskassa) ihre Aktivitäten auf. Erster Leiter der Bank wurde der in Bukarester Exil ansässige Österreicher Erich Winterhalder, ein liberaler Ökonom und ehemaliger Teilnehmer der rumänischen 1848er Revolution. Die ersten Räumlichkeiten waren jedoch bescheiden und beschränkten sich auf drei kleine Büroräume im Gebäude des Finanzministeriums.
Im Jahr 1873 breitete sich der von Wien und Budapest ausgehende Gründerkrach auch auf die Donaufürstentümer aus und brachte die noch jungen Industriebetriebe und Eisenbahnen sowie deren Geldgeber in Schwierigkeiten. Die Casa de Depuneri si Consemnatiuni überstand jedoch diese Finanzkrise. 1876 wurde sie durch einen Gesetzeszusatz auf eine neue rechtliche Basis gestellt. Im Jahr 1880 wurde von der Regierung unter Ministerpräsident Theodor Rosetti per Dekret die Gründung einer Sparkasse als Tochterunternehmen beschlossen, die unter dem Namen Casa de Economie am 1. Jänner 1881 ihren Betrieb aufnahm. 
Im Jahr 1897 wurde mit dem Bau eines neuen repräsentativen Hauptsitzes in Bukarest begonnen. Das Gebäude des Architekten Paul Gottereau erbaute man an der Stelle, wo einst das 1591 errichtete Kloster des Heiligen Johannes des Großen stand, welches im Jahr 1705 von Constantin Brâncoveanu und Radu Golescu wiederaufgebaut und 1875 abgetragen wurde. König Karl I. und seine Gattin Königin Elisabeth waren bei der Grundsteinlegung anwesend. Dieses heute CEC-Palast (rum.: Palatul-CEC) genannte Gebäude in der Bukarester Victoriei Straße wurde rechtzeitig zur Jahrhundertwende fertiggestellt. Die erste Vorstandssitzung der Bank fand dort am 15. Juni 1900 statt.
Nachdem das Königreich Rumänien im Sommer 1916 auf der Seite der Alliierten in den Ersten Weltkrieg eingetreten war, wurde Bukarest im Zuge einer Gegenoffensive der Mittelmächte am 6. Dezember 1916 von österreichisch-ungarischen und deutschen Truppen besetzt. Die Geld- und Goldreserven der Bank wurden gemeinsam mit den Staatsschatz der Rumänischen Nationalbank noch vor dem Einmarsch nach Iași in Sicherheit gebracht. Aus Angst vor weiteren militärischen Erfolgen der Mittelmächte wurden die Gelder später unter Garantien an das verbündete Russische Kaiserreich übergeben und nach Moskau evakuiert. Die Führung der Bank spaltete sich damals in zwei Teile. Eine Gruppe blieb in Bukarest und verwaltete die Interessen der Bank im besetzten Teil Rumäniens, der andere Teil flüchtete ins unbesetzte Iași, das bis zum November 1918 auch provisorische Hauptstadt des Landes war.
Nach Ende des Ersten Weltkriegs dehnte die Bank ihre Aktivitäten auf das nun beträchtlich erweiterte Territorium von Großrumänien aus. 1930 wurde die Sparkasse als eigenständiges staatliches Unternehmen abgespalten. Als die Weltwirtschaftskrise im Jahr 1932 auch Rumänien erreichte, wurde die rechtliche Grundlage der Bank erneut reformiert. Das rechtlich mögliche Geschäftsfeld wurde dadurch erweitert und der Name des Instituts wurde in Casa Nationala de Economii si Cecuri Postale geändert, abgekürzt als C.E.C.
Nach dem Zweiten Weltkrieg kam es unter der ersten kommunistischen Regierung von Petru Groza am 15. August 1947 zu einer Währungsreform. 20.000 alte Rumänische Lei werden in einen neuen Leu umgerechnet. Vorhandene Guthaben wurden zinsfrei eingefroren. Nach Ausrufung der Volksrepublik Rumänien wurden am 1. September 1948 per Dekret die beiden Sparkasseninstitute Cassei de Depuneri si Consemnatiuni und Casei Nationale de Economii si Cecuri Postale fusioniert. Am 7. Oktober 1949 wurde mit dem Dekret Nr. 387 die Bank neu organisiert und firmierte nun unter dem Namen „Casei de Economii si Consemnatiuni din Republica Populara Romana (C.E.C.)“ (Spar- und Depositenkasse der Rumänischen Volksrepublik).
In dieser Zeit versorgte das Institut die Bevölkerung sowie die nun planwirtschaftlich geführten Betriebe des Landes mit Bankdienstleistungen. Ab 1953 wurden Sparbücher angeboten, die jedoch zunächst noch zinslos waren und als Anreiz lediglich Sachpreise hatten. Erst ab 1954 wurden auf diese Einlagen auch Zinsen bezahlt. In diesem Jahr wurden auch erstmals C.E.C.-Anleihen aufgelegt und Akkreditive angeboten. 1961 wurde ein neues Anreizsystem für Spareinlagen geschaffen, besonders fleißige Sparer bekamen neben Zinsen auch die Möglichkeit ein Automobil zu erwerben (siehe Dacia). Ab dem Jahr 1962 begann die Bank verstärkt Bankdienstleistungen für die Bevölkerung anzubieten und dazu ein Filialnetz im ganzen Land aufzubauen. Ab dem Jahr 1970 finanzierte die Bank im Rahmen eines staatlichen Programms den Bau und Erwerb von Eigenheimen und vergab Kredite an Privatpersonen. In den späten Jahren der Ceaușescu-Regierung kam es aufgrund staatlich fixierter Preise und Misswirtschaft in der Industrie zu schweren Engpässen in der Versorgung der Bevölkerung mit Lebensmitteln und Konsumgütern. Typisch für diese Zeit war, dass die Bürger hohe Summen von Ersparnissen auf ihren CEC-Sparbüchern hatten, jedoch mit diesem Geld wenig kaufen konnten. Unmittelbar nach der rumänischen Revolution 1989 wurden diese Spareinlagen durch eine galoppierende Inflation weitgehend entwertet. 
Nach Ende des Kommunismus musste sich die Bank auf das marktwirtschaftliche Umfeld umstellen. Sie blieb jedoch im Staatsbesitz und war damit weiterhin politisch gesteuert. In diesen turbulenten Jahren verlor die Bank zunehmend an Marktanteil, während neu gegründete einheimische Banken sowie zahlreiche ausländische Institute auf den rumänischen Markt drängten. Im Jahr 1996 wurde die Spar- und Depositenkassa C.E.C. in eine Aktiengesellschaft umgewandelt, alleiniger Aktionär blieb das Finanzministerium. Nach der Rubelkrise 1998 und 1999, die auch ganz Osteuropa erfasste, entschloss sich die rumänische Regierung die staatlichen Großbanken zu privatisieren. 1999 wurde die Banca Română pentru Dezvoltare an die französische Société Générale verkauft, 2001 die Banca Agricolă an die österreichische Raiffeisenbank und 2005 der Verkauf der Banca Comercială Română (BCR) an die österreichische Erste Group abgeschlossen. 
Im Zuge des Privatisierungsprogramms der Regierung Călin Popescu-Tăriceanu sollte 2005 nun auch die staatliche Aktienmehrheit an der CEC Bank verkauft werden. Sieben ausländische Investoren zeigten Interesse, darunter Raiffeisen, die Société Générale, die Griechische Nationalbank, sowie die ungarische OTP Bank. Die Einnahmen aus der Privatisierung waren auch schon für den Bau einer Autobahn von Arad nach Deva (A1) verplant gewesen. Nachdem aber als erstes die Société Générale ihr Angebot zurückgezogen hatte, stiegen auch alle anderen Interessenten aus der Privatisierung aus. Schließlich blieb nur noch die Griechische Nationalbank übrig, die für 69,9 % der Aktien 560 Millionen Euro bot. Nach dem Rekordverkauf der BCR um 3,75 Milliarden Euro war diese Summe jedoch enttäuschend und so beschloss die Regierung im Dezember 2006 den Privatisierungsprozess zu stoppen.
Die Casei de Economii si Consemnatiuni CEC - SA blieb so als einzige Großbank in staatlichen Besitz. Am 11. Mai 2007 wurde der Ökonom Radu Graţian Gheţea zum neuen Präsidenten der Bank bestellt, der das Institut nun konsolidieren sollte. Im März 2008 gab sich die Bank mit Zustimmung der Regierung neue Statuten und im Mai des Jahres wurde der Name geändert. Seitdem tritt sie mit neuem Logo als CEC Bank S.A. auf.